# Sundhagen
Sundhagen là một đô thị tại huyện Vorpommern-Rügen (trước thuộc huyện Nordvorpommern), bang Mecklenburg-Vorpommern, miền bắc nước Đức.

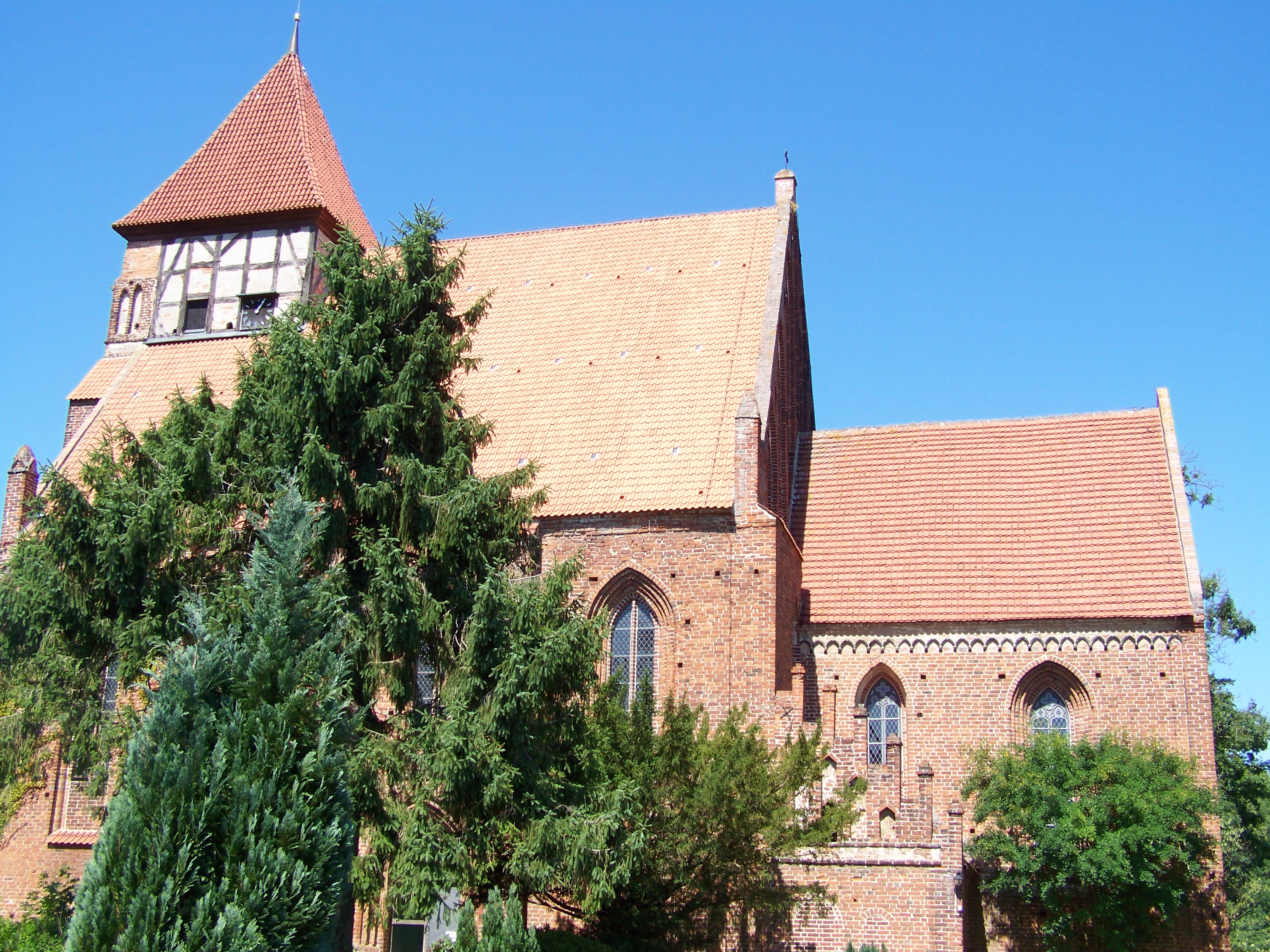
Brandshagen church

## Weblinks
- Wilmshagen fusion decree Lưu trữ ngày 25 tháng 7 năm 2003 tại Wayback Machine